# Coelotes kumejimanus
Coelotes kumejimanus är en spindelart som beskrevs av Matsuei Shimojana 2000. Coelotes kumejimanus ingår i släktet Coelotes och familjen mörkerspindlar. Inga underarter finns listade i Catalogue of Life.